# Festival cinematografico internazionale di Mosca 1989
La 16ª edizione del Festival cinematografico internazionale di Mosca si è svolta a Mosca dal 7 al 18 luglio 1989.
Il San Giorgio d'Oro fu assegnato al film italiano Ladri di saponette diretto da Maurizio Nichetti.

## Giuria
- Andrzej Wajda ( Polonia - Presidente della Giuria)
- George Gund ( Stati Uniti)
- Emir Kusturica ( Jugoslavia)
- Jiří Menzel ( Cecoslovacchia)
- Ibrahim Moussa ( Italia)
- Aparna Sen ( India)
- Jos Stelling ( Paesi Bassi)
- Kora Tsereteli ( Unione Sovietica)
- Zhang Yimou ( Cina)

## Film in competizione
| Film                                                 | Regista                | Nazione                        |
| ---------------------------------------------------- | ---------------------- | ------------------------------ |
| Ariel                                                | Aki Kaurismäki         | Finlandia                      |
| Aje Aje Bara Aje                                     | Im Kwon-taek           | Corea del Sud                  |
| Passaporto per l'amore - Inventory (Stan posiadania) | Krzysztof Zanussi      | Polonia                        |
| Jézus Krisztus horoszkópja                           | Miklós Jancsó          | Ungheria                       |
| Grand Cinema                                         | Hassan Hedayat         | Iran                           |
| Lawa. Opowiesc o 'Dziadach' Adama Mickiewicza        | Tadeusz Konwicki       | Polonia                        |
| Ijintachi to no Natsu                                | Nobuhiko Obayashi      | Giappone                       |
| Posetitel muzeya                                     | Konstantin Lopušanskyj | URSS, Svizzera, Germania Ovest |
| Ladri di saponette                                   | Maurizio Nichetti      | Italia                         |
| La fille de 15 ans                                   | Jacques Doillon        | Francia                        |
| La vita è un arcobaleno (The Rainbow)                | Ken Russell            | Regno Unito                    |
| Hu guang                                             | Zhang Junzhao          | Cina                           |
| Follow Me                                            | Maria Knilli           | Germania Ovest                 |
| Turista per caso (The Accidental Tourist)            | Lawrence Kasdan        | USA                            |
| Tako se kalio čelik                                  | Želimir Žilnik         | Jugoslavia                     |
| Kopytem sem, kopytem tam                             | Věra Chytilová         | Cecoslovacchia                 |
| Pietose menzogne (Mentiras piadosas)                 | Arturo Ripstein        | Messico                        |
| Ironweed                                             | Héctor Babenco         | USA                            |
| Nunca estuve en Viena                                | Antonio Larreta        | Argentina                      |
| Jadup und boel                                       | Rainer Simon           | Germania Est                   |

## Premi
- San Giorgio d'Oro: Ladri di saponette, regia di Maurizio Nichetti
- San Giorgio d'Argento: Posetitel muzeya, regia di Konstantin Lopušanskyj
- San Giorgio di Bronzo:
  - Attore: Turo Pajala per Ariel
  - Attrice: Kang Soo-yeon per Aje Aje Bara Aje
- Premio FIPRESCI: Ariel, regia di Aki Kaurismäki
- Premio della giuria ecumenica: Posetitel muzeya, regia di Konstantin Lopušanskyj